# Alex senator
Alex senator is een Franse stripreeks die zich afspeelt in de klassieke oudheid. De reeks wordt getekend door Thierry Démarez en geschreven door Valérie Mangin. De uitgeverij is Casterman.
De reeks is een spin-off van Alex bedacht door Jacques Martin en vertelt de verhalen van een inmiddels senator geworden Alex en zijn vriend Enak. De avonturen beginnen met politieke moorden in het oude Rome en leiden onder meer naar Egypte. De reeks begint in 12 v.Chr. en Alex is dan 50 jaar oud. Hij is bezadigder maar haalt zo nodig toch af en toe zijn zwaard nog boven. Alex is een patriciër, dicht bij de macht, maar die toch nog zijn gevoel voor rechtvaardigheid heeft behouden. Titus, de zoon van Alex, en Khephren, de zoon van Enak, spelen ook een belangrijke rol in de verhaallijn. Deze reeks is serieuzer en realistischer dan de originele Alex-reeks.

## Albums
| Nummer | Titel                         | Tekenaar        | Scenarist      | Originele titel (jaar)            | Jaar |
| ------ | ----------------------------- | --------------- | -------------- | --------------------------------- | ---- |
| 1      | De adelaars van Merula        | Thierry Démarez | Valérie Mangin | Les Aigles de sang (2012)         | 2012 |
| 2      | De laatste farao              | Thierry Démarez | Valérie Mangin | Le Dernier Pharaon (2013)         | 2013 |
| 3      | Het complot van de roofvogels | Thierry Démarez | Valérie Mangin | La Conjuration des rapaces (2014) | 2014 |
| 4      | De demonen van Sparta         | Thierry Démarez | Valérie Mangin | Les Démons de Sparte (2015)       | 2015 |
| 5      | De schreeuw van Cybele        | Thierry Démarez | Valérie Mangin | Le Hurlement de Cybèle (2016)     | 2016 |
| 6      | De dodenberg                  | Thierry Démarez | Valérie Mangin | La Montagne des morts (2017)      | 2017 |
| 7      | De macht en de eeuwigheid     | Thierry Démarez | Valérie Mangin | La Puissance et l'éternité (2018) | 2018 |
| 8      | De gifmarkt                   | Thierry Démarez | Valérie Mangin | La Cité des poisons (2018)        | 2018 |
| 9      | De schimmen van Rome          | Thierry Démarez | Valérie Mangin | Les Spectres de Rome (2019)       | 2019 |
| 10     | Het woud der carnivoren       | Thierry Démarez | Valérie Mangin | La Forêt carnivore (2020)         | 2020 |
| 11     | De slaaf van Khorsabad        | Thierry Démarez | Valérie Mangin | L'Esclave de Khorsabad (2020)     | 2020 |
| 12     | De schijf van Osiris          | Thierry Démarez | Valérie Mangin | Le Disque d'Osiris (2021)         | 2021 |
| 13     | Het hol van de Minotaurus     | Thierry Démarez | Valérie Mangin | L'antre du minotaure (2022)       | 2022 |
| 14     | De eed van Arminius           | Thierry Démarez | Valérie Mangin | Le serment d'Arminius (2023)      | 2023 |
| 15     | De reuzenkring                | Thierry Démarez | Valérie Mangin | Le cercle des géants (2024)       | 2024 |

In december 2021 verscheen bij uitgeverij Casterman de eerste integraal met daarin naast een dossier de eerste drie verhalen.